# Sodirus gaudichaudi
Sodirus gaudichaudi är en insektsart som beskrevs av Navás 1912. Sodirus gaudichaudi ingår i släktet Sodirus och familjen fjärilsländor. Inga underarter finns listade i Catalogue of Life.